# Lipovec (kraj południowomorawski)
Lipovec – miejscowość i gmina (obec) w Czechach, w kraju południowomorawskim, w powiecie Blansko. W 2022 roku liczyła 1190 mieszkańców.